# Viola cheiranthifolia
La violeta del Teide (Viola cheiranthifolia) es una especie de arbusto perteneciente a la familia de las violáceas.

## Descripción
Es una pequeña planta perenne que crece entre las rocas del Teide en Tenerife. Esta planta presenta las hojas ovaladas, alternas y muy vellosas. Sus flores están dotadas de un espolón y son multicolores, aunque predominan las tonalidades malva-violáceas con un moteado amarillo y blanco en la zona central. Esta especie vegetal habita en pedregales o lapillis, así como en laderas rocosas, y se extiende entre los 2700 hasta los 3300 metros de altura. En el Parque nacional del Teide crece en la zona de las Cañadas, Montaña Blanca, Pico Viejo y Pico del Teide. Desde 1991 está sometida a un profundo plan de conservación junto a otras especies. La violeta del Teide es la planta que florece a mayor altura de toda España, puede incluso observarse en el propio cráter del Teide.

## Taxonomía
Viola anagae fue descrita por Humb. & Bonpl. y publicado en Pl. Aequinoct. 1: 111, en el año 1807.
Etimología
Viola,  nombre antiguo de las "violetas" y otras plantas con flores fragantes.
cheiranthifolia, epíteto que alude a la similitud foliar con el género Cheiranthus.
Sinonimia
- Mnemion cheiranthifolium Webb & Berthel.[1]